# Žarėnai
Žarėnai est un village de l'Apskritis de Telšiai en Lituanie. En 2001, la population totale est de 588 personnes.

## Histoire
Au cours de la Seconde Guerre mondiale, 40 familles juives sont déportées. Le 23 décembre 1941, d'autres Juifs seront assassinées sur place lors une exécution de masse perpétrée par des nationalistes lituaniens.